# Moment (revista)

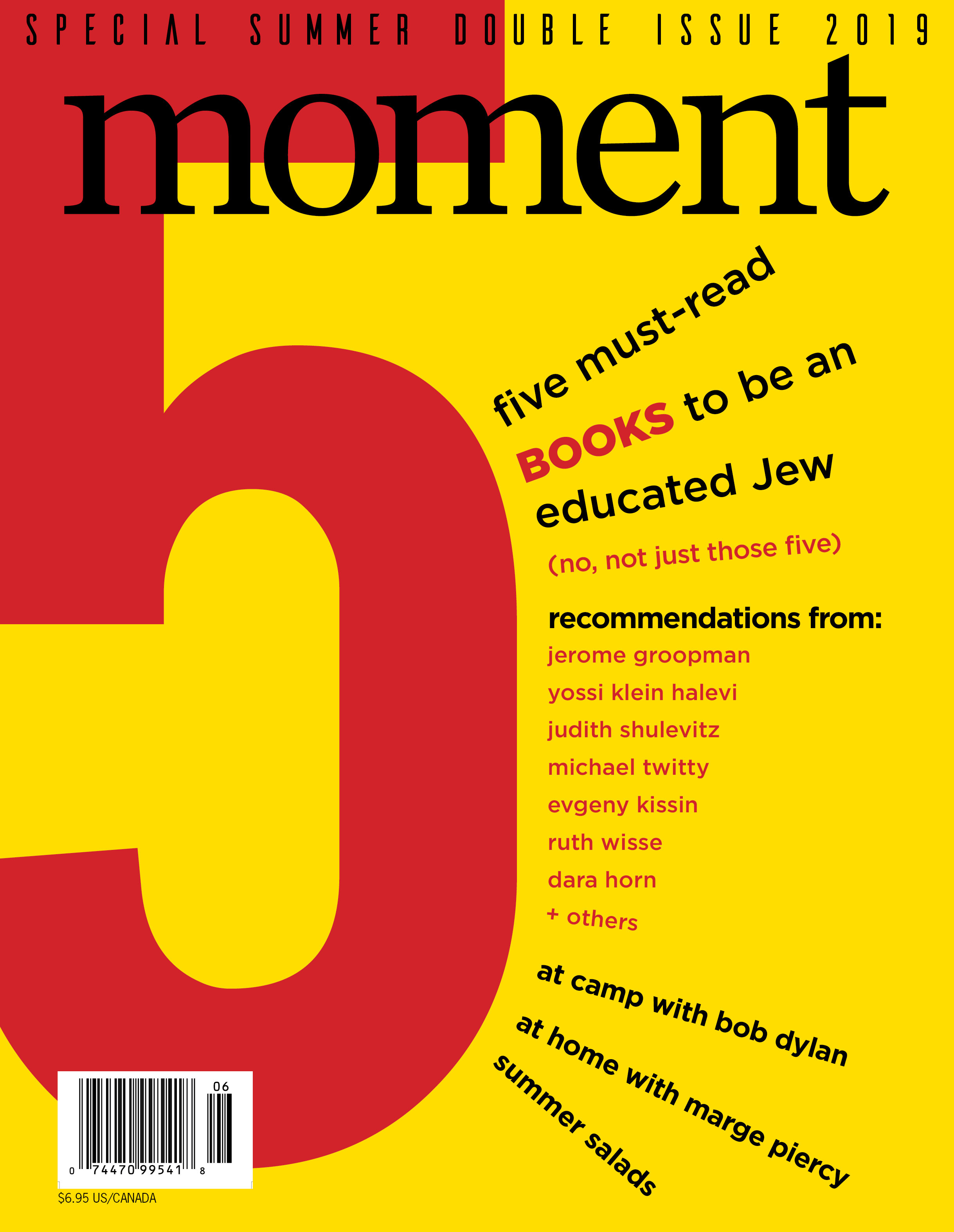
Capa da Revista Moment em 2019

MOMENT  é uma revista Informativa da DMR Publicidade, com distribuição gratuita e dirigida ao público de todas as idades e classes sociais.
Disponível nas versões impressa e Digital, abrange cidades do Interior de São Paulo  com a versão impressa e muitas outra Cidades com a versão digital, a revista tem a proposta de trazer informações locais de  forma objetiva, simples e gostosa de se ler, trazendo assuntos de interesses regionais que fazem  toda a diferença no dia a dia dos leitores e simultaneamente divulgando o comércio das cidades onde se dá a cobertura.  Abordará notícias nacionais e internacionais e assuntos de interesse  público, porém, não se esquecendo da essência, do ponto de vista informativo regional e do entretenimento local.
A revista MOMENT, conhece a falta de um veículo de mídia impressa com informações completas, inova valorizando todo o potencial das regiões atendidas, e, suprindo esta necessidade, pretende se tornar o  meio de  comunicação e informação que atenda grande parte das expectativas e necessidades dos leitores e do comércio local.
Surgiu determinada a oferecer informações com conteúdo, através de linguagem clara, simples e de fácil leitura. Acredita e confia na colaboração do desenvolvimento do potencial econômico regional, e pensando  nisto, a revista MOMENT não será apenas mais uma revista, mas um potente instrumento de mídia impressa para o crescimento regional.
MOMENT é a revista que vem para interagir com os leitores, homens, mulheres, adultos e adolescentes oferecendo-lhes informações de qualidade que fazem a diferença em seu dia a dia.
A proposta é trazer as atualidades relevantes com  uma linguagem simples e de fácil entendimento. Revista MOMENT é abrangente e dinâmica e cobrirá os  assuntos de interesses regionais e Nacionais, trazendo atualidades internacionais, porém, sempre com o ponto de vista informativo. Tudo isso elaborado por jornalistas brasileiras renomadas e sem esquecer das referências sobre saúde, entretenimentos, moda e comportamentos, destacados com exclusividade em sua capa.
MOMENT surgiu como uma revista judaica estadunidense. Ela publica artigos relacionados à cultura judaica, estilo de vida, política e religião. MOMENT não é afiliada com qualquer organização judaica ou movimento religioso, e seus artigos e colunistas representam uma variada gama de opiniões políticas.